# Самойлов, Андрей Григорьевич
Андрей Григорьевич Самойлов  (17 (30) октября 1907, Ишим Ишимский район Томская губерния, ныне Тюменская область — 12 января 2002) — советский физико-химик (технологии неорганических материалов). Ведущий специалист в области атомной металлургии. Один из участников разработки первой советской ядерной бомбы и создателей элементов «ядерного щита» в СССР. Участник получения первых деталей из плутония. Доктор технических наук (1952), профессор (1959), Член-корреспондент АН СССР (1976; с 1991 — РАН). Лауреат Ленинской премии, трёх Сталинских премий и двух Государственных премий СССР.

## Биография и научная деятельность
После службы в армии, работая на заводе, А. Г. Самойлов в 1928 году вступил ВКП(б), и был направлен на учёбу в МИЦМИЗ (Московский институт цветных металлов и золота), который окончил в 1935 году по специальности «Металлургия цветных и редких металлов».
До 1946 года работал в Москве на Комбинате твёрдых сплавов, а затем был переведён в НИИ−9, головной технологический институт атомной промышленности — филиал ВНИИНМ (Всесоюзного научно−исследовательского института неорганических материалов). В НИИ−9 он работал руководителем группы, начальником лаборатории, — отдела.
Основные научные работы связаны с технологией обработки металлов давлением, разработкой твёрдых сплавов, созданием специальных материалов и изделий из них для использования в ядерном оружии и ядерных реакторах. В 1947 году Андрей Григорьевич защитил кандидатскую диссертацию. До декабря 1948 года занимался исследованием технологических свойств «спецметалла» и разработкой технологических процессов изготовления из него изделий методом давления.

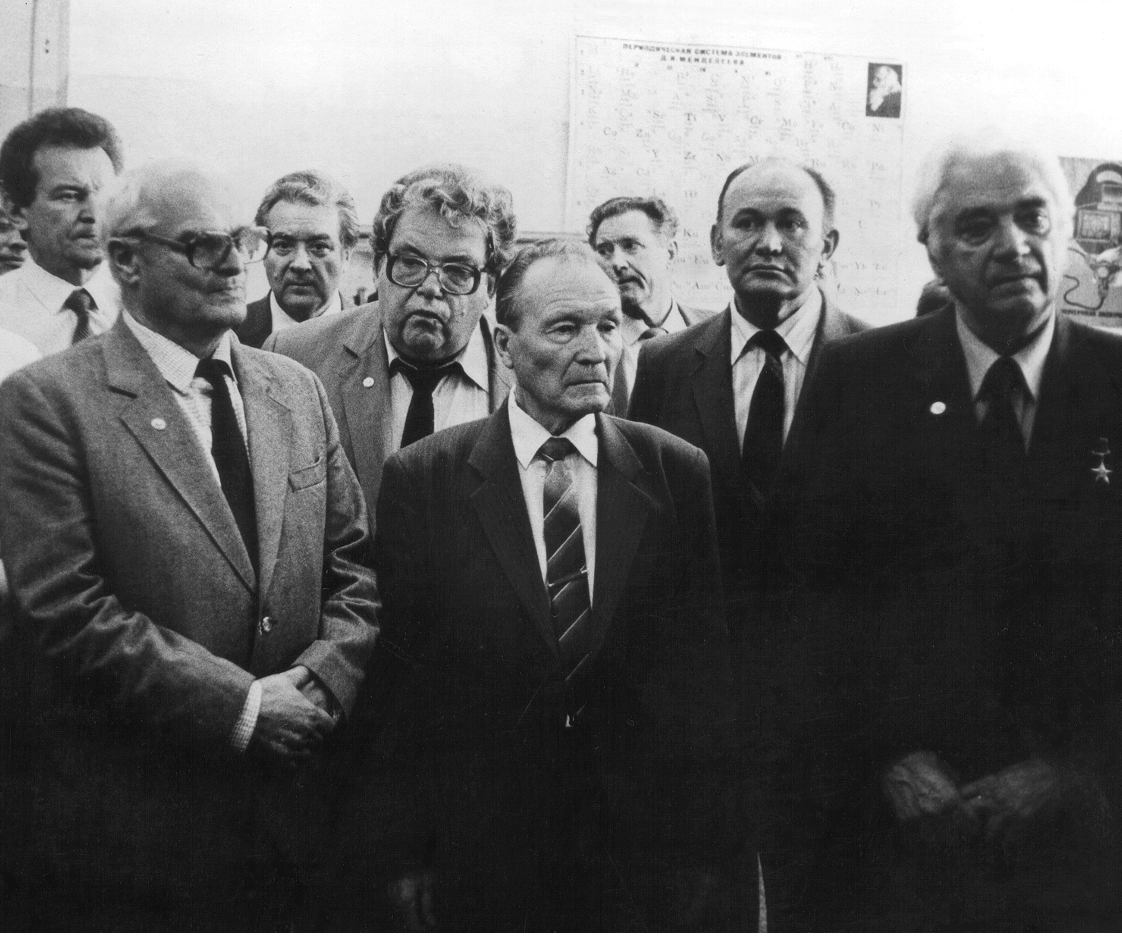
Чл.-корр. Ю. А. Золотов, академик М. М. Шульц, чл.-корр. А. М. Кутепов, академик И. В. Горынин, чл.-корр. А. Г. Самойлов, чл.-корр. Б. А. Пурин, ?, академик Н. М. Жаворонков. Красноярск. 1986

В декабре 1948 года был откомандирован в составе бригады на завод «В» Комбината № 817 (химического комбината «Маяк»). На заводе А. Г. Самойлов руководил группой специалистов по обработке металлов давлением. Под его руководством и при непосредственном участии был разработан технологический процесс для «специзделий» и изготовлены первые — из «спецметалла» (металлического плутония), которые были взорваны при испытании ядерной бомбы 29 августа 1949 года.
После завершения этих работ за руководство и непосредственное участие в успешном выполнении Правительственного задания А. Г. Самойлов в 1949 году был награждён Орденом Ленина, Сталинской премией и премией Совета Министров СССР.
По возвращении во ВНИИНМ, А. Г. Самойлов продолжал заниматься научно-исследовательской работой, а в процессе расширения тематики института, что подразумевало переход к направлениям мирного использования ядерной энергии и создание национальных конверсионных наукоемких программ, опыт учёного в формировании высоких технологий ядерной энергетики нашёл применение и в разработках для соответствующих новым задачам различных отраслей промышленности.
- 1952 — защитил докторскую диссертацию
- 1953 — научный руководитель исследований по разработке изделий для атомных установок.
- 1959 — присвоено звание профессора
- 1976 — избран член-корреспондентом АН СССР.
- 1986 — консультант

Труды по металлургии, материаловедению, в том числе — по технологии материалов для ядерных реакторов (твёрдых сплавов на основе карбидов вольфрама и титана).
Похоронен в Москве на Пятницком кладбище.

## Награды
- Орден Ленина — 1949
- Орден Трудового Красного Знамени — три.
- Ленинская премия (1964).
- Сталинская премия (1949, 1951, 1953).
- Государственная премия СССР (1970, 1978).
- Премия Совета Министров СССР.
- Заслуженный изобретатель РСФСР.